# Marin Enache
Marin Enache (* 24. Juli 1934 in Văcărești, Kreis Dâmbovița) ist ein ehemaliger rumänischer Politiker der Rumänischen Arbeiterpartei PMR (Partidul Muncitoresc Român) und ab 1965 PCR (Partidul Comunist Român), der unter anderem zwischen 1982 und 1985 Mitglied des Politischen Exekutivkomitees des Zentralkomitees (ZK) der PCR war. Er fungierte ferner zwischen 1983 und 1984 als Vize-Ministerpräsident sowie später von 1985 bis 1989 als Minister für die metallurgische Industrie.

## Leben

### Parteifunktionär und Abgeordneter
Enache wurde 1951 Mitglied der Union der Arbeiterjugend UTM (Uniunea Tineretului Muncitor) und arbeitete zwischen 1952 und 1953 als Gießer. Im Anschluss absolvierte er von 1953 bis 1955 ein Studium an der Arbeiter-Fakultät sowie 1955 an der Techniker- und Meisterschule, ehe er ein Studium für Maschinenbau am Polytechnischen Institut Bukarest abschloss. 1958 wurde er Mitglied der Rumänischen Arbeiterpartei PMR (Partidul Muncitoresc Român) und 1959 Meister im Bukarester Unternehmen 23 August. Kurz darauf war er 1959 Stellvertreter für Politik und Organisationssekretär der UTM in der Armee und absolvierte danach ein zweijähriges Studium an der Akademie für Sozial- und Politikwissenschaften „Ștefan Gheorghiu“.
Anschließend kehrte Enache in das Unternehmen 23 August zurück und war anfangs zwischen 1962 und 1966 Organisationssekretär sowie danach zwischen 1966 und 1972 Sekretär des dortigen Parteikomitees. Gleichzeitig war er vom 5. November 1962 bis 6. Oktober 1982 Mitglied und schließlich Präsident des Zentralrates der Arbeitskontrolle der Wirtschafts- und Sozialaktivitäten und wurde am 22. März 1969 auch Mitglied des Wirtschaftsrates. Er wurde auf einem ZK-Plenum am 12. August 1969 Kandidat des ZK der PCR und war von 1972 bis zum 18. September 1976 Erster Sekretär des Parteikomitees sowie Mitglied des Büros des Stadtparteirates im Bukarester Stadtbezirk Sektor 3.
1969 wurde Enache erstmals Mitglied der Großen Nationalversammlung (Marea Adunare Națională) und vertrat in dieser bis 1975 zunächst den Wahlkreis Foișor Nr. 3, danach zwischen 1975 und 1980 den Wahlkreis Pantelimon Nr. 2, von 1980 bis 1985 den Wahlkreis Urziceni Nr. 3 sowie zuletzt zwischen 1985 und 1989 den Wahlkreis Corod Nr. 10. Während seiner Parlamentszugehörigkeit war er vom 13. März 1969 bis 1975 Sekretär des Ausschusses für Industrie, Bauwesen und Verkehr und danach zwischen dem 22. März 1975 und 1985 Sekretär des Validierungsausschusses und zugleich vom 1. April 1980 bis 1985 Mitglied der Parlamentarischen Gruppe bei der Konferenz über Sicherheit und Zusammenarbeit in Europa (KSZE).
Auf dem Elften Parteitag der PCR vom 24. bis 27. November 1974 wurde Enache Mitglied des ZK der PCR und gehörte diesem Gremium bis zur Revolution am 22. Dezember 1989 an. 1976 war er außerdem Berater des Generalsekretariats des ZK der PCR und seit dem 18. September 1976 Instrukteur für Kabinettsangelegenheiten im Generalsekretariat des ZK der PCR. 1980 wurde er Chef der Kanzlei des ZK der PCR.

### Vize-Ministerpräsident, Minister, Ehrungen und Auszeichnungen
Enache übernahm am 4. Oktober 1982 die Funktion als Erster Sekretär des Parteikomitees und Präsident des Exekutivkomitees des Volksrates im Kreis Brașov. Am 8. Oktober 1982 wurde er darüber hinaus Mitglied des Politischen Exekutivkomitees des ZK der PCR und gehörte diesem Gremium bis 1985 an. Er war zwischen dem 17. November 1983 und dem 29. September 1984 Vize-Ministerpräsident (Viceprimministru al Guvernului) und danach vom 29. September 1984 bis zum 16. Dezember 1985 Erster Sekretär des Parteikomitees und Präsident des Exekutivkomitees des Volksrates im Kreis Galați. 
Er war vom 1. April 1985 bis 13. Dezember 1986 Vorsitzender des Ausschusses der Großen Nationalversammlung für Industrie und Wirtschafts- und Finanzaktivitäten. Zuletzt bekleidete Enache zwischen dem 16. Dezember 1985 und dem 22. Dezember 1989 das Amt des Ministers für die metallurgische Industrie (Ministrul Industriei Metalurgice).
Für seine langjährigen Verdienste wurde Enache mehrfach ausgezeichnet und erhielt unter anderem 1971 den Orden der Arbeit Zweiter Klasse (Ordinul Muncii), 1981 den Orden Tudor Vladimirescu Zweiter Klasse (Ordinul Tudor Vladimirescu) und 1984 den Orden 23. August Zweiter Klasse (Ordinul 23. August), 